# Domenico Gambino
Domenico Maria Gambino (Torino, 17 maggio 1890 – Roma, 17 aprile 1968) è stato un attore, regista, sceneggiatore e produttore cinematografico italiano.

## Biografia
Proveniente da una famiglia di pasticceri, giovanissimo iniziò come artista circense, prima di passare al teatro, dove fece parte di una compagnia dialettale.
Scritturato dall'Itala Film, il suo esordio nel cinema avvenne nel 1910 partecipando come comparsa a tutte le comiche della serie Cretinetti (André Deed) fino al 1911, quando da protagonista fu interprete della serie comica Saltarelli.
Nel 1912 rientrò al teatro come «attore giovane» della compagnia dialettale di Carlo Nunziata, ma l'anno seguente fu nuovamente assunto dall'Itala come attore, stuntman e direttore degli effetti speciali. Nel 1914 comparve nel cast del kolossal storico Cabiria. In seguito passò all'Ambrosio Film nel 1916 come attore-regista e poi alla Pasquali Film.
Nel 1918 fondò una propria casa cinematografica, la Delta Film. Dal 1920 fu interprete di un nuovo personaggio da lui stesso creato dal nome Saetta, nome che diede pure alla sua casa cinematografica trasformata in Saetta Film.
Gambino interpretò la fortunata serie Saetta fino al 1925 con il film Saetta e le sette mogli del Pascià. Dopo questa pellicola si doveva girare un'altra dal titolo Saetta fascista, ma l'attore si rifiutò ed emigrò in Germania. Nel cinema tedesco Gambino girò un discreto numero di pellicole dal 1928 al 1935.
Tornò in Italia nel 1936 con il film Un bacio a fior d'acqua, che però ebbe un enorme insuccesso commerciale.
Negli anni quaranta diresse alcuni lavori interessanti come La donna perduta (1940), La pantera nera (1942) e Torna a Napoli (1949). In qualità di attore va citato il film Abbasso la ricchezza! del 1948 che ebbe come principali interpreti Anna Magnani e Vittorio De Sica.
Ultimo film della sua carriera fu La Luciana, che diresse nel 1954.

## Filmografia parziale

### Attore
- Saltarelli ha fatto il bagno nel caucciù (1911)
- Saltarelli e l'ascensore (1911)
- L'attrice burlona, regia di Mario Morais (1912)
- Più forte che Sherlock Holmes, regia di Giovanni Pastrone (1913)
- Cabiria, regia di Giovanni Pastrone (1914)
- Ettore Fieramosca, regia di Umberto Paradisi (1915)
- La paura degli aeromobili nemici, regia di André Deed (1915)
- Un demone gli disse..., regia di Federico Elvezi (1919)
- Il salto della morte, regia di Ettore Ridoni (1919)
- Saetta salva la regina, regia di Ettore Ridoni (1920)
- Il capolavoro di Saetta, regia di Eugenio Perego (1923)
- Saetta contro la ghigliottina, regia di Émile Vardannes (1923)
- I milioni di Saetta, regia di Ubaldo Pittei (1923)
- Saetta impara a vivere, regia di Guido Brignone (1924)
- Saetta, principe per un giorno, regia di Mario Camerini (1924)
- Maciste imperatore, regia di Guido Brignone (1924)
- Caporal Saetta, regia di Eugenio Perego (1924)
- Saetta e le sette mogli del Pascià, regia di Luciano Doria (1926)
- Es geht um alles, regia di Max Nosseck (1932)
- Der indische Diamant, regia di Rolf Randolf (1933)
- Un bacio a fior d'acqua, regia di Giuseppe Guarino (1936)
- Quarta pagina, regia di Nicola Manzari (1942)
- Le miserie del signor Travet, regia di Mario Soldati (1945)
- Abbasso la ricchezza!, regia di Gennaro Righelli (1946)

### Regista
- La spirale della morte (1917) - co-regia con Filippo Costamagna e interpretazione
- Gyp (1918) - co-regia con Paolo Trinchera
- Il sotterraneo fatale (1920) - regia e interpretazione
- Saetta contro Golia (1920) - co-regia con Michele Malerba e interpretazione
- Saetta e il club dei Ciuffi (1921) - co-regia con Mario Roncoroni e interpretazione
- Saetta contro l'orco di Marcouf (1921) - co-regia con Michele Malerba e interpretazione
- Saetta più forte di Sherlock Holmes (1921) - co-regia con Mario Roncoroni e interpretazione
- Saetta Mefistofele (1925) - regia e interpretazione
- Diebe (1928) - co-regia con Edmund Heuberger e interpretazione
- Die letzte Galavorstellung des Zirkus Wolfson (1928) - regia, sceneggiatura e interpretazione
- Aféra v grandhotelu (1929) - co-regia con Edmund Heuberger e interpretazione
- Ich hab mein Herz im Autobus verloren (1929) - co-regia con Carlo Campogalliani e interpretazione
- Der Bergführer von Zakopane (1931) - co-regia con Adolf Trotz e interpretazione
- Lotte nell'ombra (1938) - regia e sceneggiatura
- Traversata nera (1939) - regia e sceneggiatura
- Il segreto di Villa Paradiso (1940)
- Arditi civili (1940)
- La donna perduta (1940)
- La pantera nera (1942)
- Un mese d'onestà (1948) - regia e interpretazione
- Torna a Napoli (1949) - regia e sceneggiatura
- Destino (1951) - co-regia con Enzo Di Gianni
- La Luciana (1954)